# Vittorio Amedeo Gioanetti
Vittorio Amedeo Gioanetti (Torino, 31 ottobre 1729 – Vinovo, 30 novembre 1815) fu, oltre che medico e chimico, produttore di maioliche e porcellane che portarono per breve tempo il Piemonte alla ribalta nel campo dei produttori di tali opere d'alto artigianato.

## Biografia
Primogenito dei sette figli del direttore generale dell'Azienda Tabacchi, Giovanni Pietro, laureatosi in medicina all'Università degli Studi di Torino all'età di ventidue anni, Vittorio Amedeo Gioanetti si dedicò non solo alla professione medica ma anche all'analisi chimica e mineralogica. Un suo studio sulle acque della Valle d'Aosta, pubblicato nel 1779, gli fruttò gli elogi di chimici illustri del tempo, fra i quali Antoine Lavoisier, ed un articolo laudatorio sul Journal des Sçavants di Parigi.

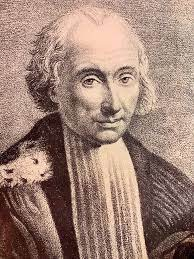
Vittorio Amedeo Gioanetti, litografia di Felice Festa, pubblicata in M. Paroletti, Vita e ritratti di sessanta piemontesi illustri (1824)

Appassionato alla ricerca, allora molto attuale, di terre in grado di consentire la produzione di porcellane identiche a quelle originali cinesi, dedicò tempo e denaro a studiare il problema. Per questo, fallita la ditta impiantata da un certo Giovanni Vittorio Brodel, sensale in Torino, in società con l'"arcanista" Pierre-Antoine Hannong, originario di Strasburgo,  trasferitosi in Piemonte su richiamo del Brodel, ricevette forti pressioni dal re Vittorio Amedeo III affinché ne rilevasse attività ed impianti, siti dal 1775 nel castello di Vinovo. All'inizio del 1780 il Gioanetti si trasferì in Vinovo e riattivò la fabbrica.
L'alta qualità dei suoi prodotti (maioliche e porcellane), sia per la validità dell'impasto che per la brillantezza e varietà delle vernici, divenne presto nota e la sua fama varcò rapidamente i confini del Regno Sabaudo, al punto che, nonostante l'occupazione francese e napoleonica del Piemonte, poté continuare indisturbato la sua attività fino alla morte. Grazie a lui per molti anni il nome di Vinovo fu conosciuto in tutta Europa come luogo di eccellenza per la produzione di maioliche e porcellane. Dopo la sua morte la fabbrica declinò rapidamente e nel giro di pochi anni l'attività finì.
Rimasto scapolo fino all'età di settant'anni, Gioanetti dovette precipitosamente contrarre matrimonio con la giovane che aveva reso gravida, certa Anna Maria Battaglino, e poche settimane dopo nasceva la prima figlia. Nei rimanenti quindici anni di vita ebbe altri sette figli, l'ultimo dei quali nacque il giorno stesso del suo decesso.
Sia la città natale sia il comune di Vinovo gli hanno dedicato una via.